# Mastrils
Mastrils is een plaats en voormalige gemeente in het Zwitserse kanton Graubünden en maakt deel uit van het district Landquart.
Mastrils telt 534 inwoners.

## Geschiedenis
Op 1 januari 2012 fuseerde de gemeente met Igis tot de gemeente Landquart.
- Gemeinsame Normdatei: 1059382652
- Historisch woordenboek van Zwitserland: 001599
- Historical Dictionary of Switzerland#Lexicon_Istoric_Retic: 1923
- Virtual International Authority File: 311187282
- WorldCat: E39PBJhd9KHjxjgQwmGwtbvPwC